# Simon Easterby

a Compétitions nationales et continentales officielles uniquement.

b Matchs officiels uniquement.
Dernière mise à jour le 26 janvier 2013.
Simon Henry Easterby, est né le 21 juillet 1975 à Harrogate (Angleterre), est un joueur international irlandais de rugby à XV jouant au poste de troisième ligne aile devenu entraîneur. Il est actuellement le sélectionneur par intérim de l'équipe d'Irlande.
Il joue avec l'équipe d'Irlande de 2000 à 2008.
Son frère Guy Easterby est également international irlandais au poste de demi de mêlée.

## Biographie

### Jeunesse et formation
Simon Easterby naît d'un père anglais et d'une mère irlandaise originaire de Blackrock ayant représenté l'Irlande en hockey. Il possède donc la binationalité depuis sa naissance,. Durant sa jeunesse, il pratique le cricket et surtout le rugby à XV, et joue avec son frère Guy au club de Harrogate. Il fréquente également le Ampleforth College,. Simon Easterby a toujours voulu représenter l'Irlande. Il joue notamment pour ce pays dans plusieurs catégories de jeunes.

### Carrière de joueur
Simon Easterby commence sa carrière en Angleterre avec les Leeds Tykes, tandis que son frère joue pour le Rotterham RUFC. Il est alors suivi par le sélectionneur de l'Angleterre Clive Woodward qui souhaite le convoquer dans son équipe, mais Easterby décline cette proposition, voulant jouer pour l'Irlande.
En 1999, il rejoint le Llanelli RFC, au pays de Galles, où il retrouve son frère quelques années plus tard. 
Lors de sa première saison dans son nouveau club, en 1999-2000, il atteint les demi-finales de la Coupe d'Europe, où son club est éliminé par les Northampton Saints après une défaite 31-28. Il est également sélectionné en équipe d'Irlande pour le Tournoi des Six Nations 2000 et obtient sa première cape lors de la deuxième journée contre l'Écosse.
Il a disputé la coupe du monde 2003 (4 matchs). 
Easterby a été deux fois capitaine de l'équipe d'Irlande en 2005.
Il a joué deux test matchs avec les Lions britanniques en 2005, lors de leur tournée en Argentine et Nouvelle-Zélande.
Il annonce sa retraite internationale le 17 mars 2008, à l'issue du Tournoi des Six Nations 2008, puis prend sa retraite sportive en 2010.

### Carrière d'entraîneur
Après sa carrière de joueur, Simon Easterby devient entraîneur de la défense des Llanelli Scarlets. En 2012, il devient entraîneur de la province à la suite du départ de Nigel Davies vers Gloucester,.
En 2014, il rejoint la l'équipe d'Irlande pour s'occuper des avants auprès de Joe Schmidt. Entraîneur des avants et de la défense auprès du nouveau sélectionneur Andy Farrell à partir de 2020, il cède le secteur des avants à Paul O'Connell en 2021 pour se consacrer à l'aspect défensif.

## Statistiques en équipe nationale
- 65 sélections
- Sélections par année : 7 en 2000, 2 en 2001, 10 en 2002, 8 en 2003, 10 en 2004, 7 en 2005, 8 en 2006, 10 en 2007, 3 en 2008
- Tournois des Six Nations disputés: 2000, 2002, 2003, 2004, 2005, 2006, 2007, 2008